# مايكل وارد
مايكل وارد (مواليد 18 نوفمبر 1997) هو ممثل جاميكي، في عام 2020 حصل على جائزة البافتا للنجم الصاعد.

## روابط خارجية
- مايكل وارد على موقع IMDb (الإنجليزية)
- مايكل وارد على موقع قاعدة بيانات الفيلم (الإنجليزية)